# Para Viver um Grande Amor (filme)
Para viver um grande amor é um filme brasileiro de 1983, do gênero musical, dirigido por Miguel Faria Jr., e com roteiro de Miguel Faria Jr. e Chico Buarque.

## Elenco
- Djavan
- Patricia Pillar
- Nelson Xavier
- Zezé Motta
- Paulo Goulart
- Glória Menezes
- Maria Alves
- Carlos Gregório
- Eduardo Lago
- Elba Ramalho
- Henrique Pires
- Henriqueta Brieba
- Lutero Luís
- Nildo Parente
- Oswaldo Loureiro
- Paulão
- Cláudia Freire
- Guaraci Rodrigues
- Haylton Farias
- Marcos Novaes
- Mário Borges
- Paschoal Villaboim
- Ruy Polanah
- Sandro Solviatti
- Sônia Dias
- Ubiracy Tavares
- Zaqueu José

## Trilha sonora
A trilha sonora do filme é composta, por faixas gravadas por Djavan, além de Elba Ramalho, Olivia Byington, Dori Caymmi, Zezé Motta e Sérgio Ricardo. As composições são de autoria de Djavan, Chico Buarque e Tom Jobim.